# Corps des volontaires italiens
Ne doit pas être confondu avec Corpo Truppe Volontarie.
Le corps des volontaires italiens (en italien:Corpo Volontari Italiani) a été une grande unité militaire pluri-armes (infanterie, artillerie, génie, marine, santé, carabiniers, gardes mobiles, service télégraphique et justice militaire) de l'armée royale d'Italie composée presque uniquement de volontaires et placée sous le commandement de Giuseppe Garibaldi qui œuvra au cours de la troisième guerre d’indépendance en 1866 sur le front du Trentin contre l'empire d'Autriche.

## La formation du corps

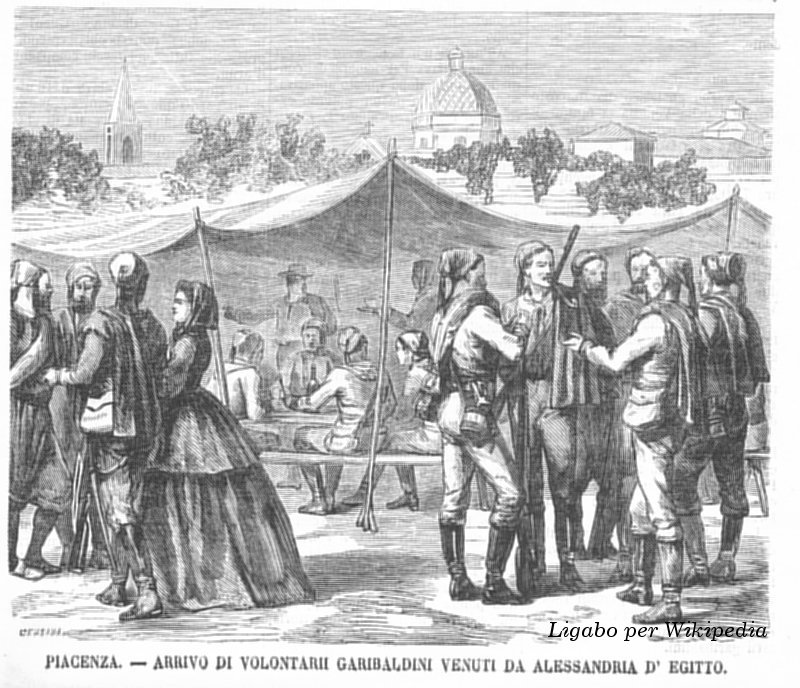
Volontaires garibaldiens provenant d'Alexandrie d’Égypte

Le 6 mai 1866, en prévision de la guerre contre l'empire d'Autriche, par décret, le roi Victor-Emmanuel II crée le corps des volontaires italiens qui est confié à Garibaldi et les commissions militaires composées d'officiers de l'armée régulière et d'ex-Garibaldiens, qui sont chargés du recrutement des cadres des cinq premiers régiments d'infanterie. Le 16 mai, depuis Florence qui est la capitale, une circulaire émanant du Ministère de la guerre fixe l'organisation du corps avec vingt bataillons qui forment dix régiments.
Le 20 mai, le recrutement des troupes commence très lentement. Virgilio Estival, lieutenant d'origine française de la 12e compagnie de le 2e régiment de volontaires italiens écrit : « Toutes les provinces italiennes donnèrent leur quota, mais celles qui se distinguèrent le plus furent la Vénétie et Rome. La Vénétie, qui avait donné beaucoup de ses fils à l'armée régulière, donna plus de 12 000 volontaires à Garibaldi, et je me souviens avec une grande satisfaction que plus des deux tiers des hommes qui formaient la compagnie dont j'avais en charge l'organisation appartenaient aux provinces soumises à l'Autriche[…] On entendait dire que ces hommes se sacrifiaient pour le droit de retourner libres dans leur pays, pour reconquérir le foyer domestique, pour embrasser librement leur famille. Certains régiments qui s'étaient formés dans les provinces méridionales étaient presque exclusivement composés de Romagnoles, qui à mon avis, formaient la population la plus énergique d'Italie. En général, toutes les provinces firent son devoir. Florence donna près de 4 000 volontaires, Turin plus de 3000, Parme plus de 1000, Ferrare, qui n'a que 25 000 habitants, en donna 1 000. Lugo, qui en a seulement 9 000, en a donné 500, Faenza, 300. En quatre jours, Bologne eut 1 500 inscrits, Gênes, 600, Ancône, 450. [...] « C'est une levée en masse », dit le général Pettinengo « Ce n'est pas ce que nous voulons » ».
Les volontaires de Brescia sont au nombre de 1 000 provenant du lac d'Iseo et de la valle Sabbia. Compte tenu de la forte affluence des jeunes volontaires, qui en peu de temps atteint 40 000 hommes, la constitution de cinq autres régiments est envisagée ainsi que la suspension du recrutement. Sept centres de formation sont créés, à Côme, Varèse, Bergame, Gallarate, Molfetta, Terlizzi et Bari, qui sont bientôt submergées par une multitude de jeunes désireux d'être formés et armés pour la nouvelle bataille.
Pour bon nombre, la nouvelle réalité militaire est mortifiante par le constat qu'à l'intérieur de la caserne, tout le nécessaire pour la formation est manquant. Partout la désorganisation règne et malgré les plaintes des commandants auprès du Ministère de la guerre, aucun remède n'est trouvé. Il manque des uniformes, toutes sortes de vêtements et la nourriture, les tentes, les cuisines de campagne, les moyens de transport, les mulets et les chevaux, les armes, les munitions, les cartes géographiques à jour et le matériel médical. Dans les rangs de ces volontaires entraînés par idéal se trouvent des gens médiocres et même de jeunes aventuriers avec parfois des problèmes pénaux.
L'encadrement par les officiers, formés en grande partie au cours de la guerre de 1859 et dans la campagne méridionale de 1860, et les sous-officiers, bien que composé d'hommes de valeur, se révèle d'une grande impréparation militaire et organisatrice. Certains commandements sont confiés à des députés du parlement qui n'ont jamais vu d'armes ou à d'ex-gardes nationaux utilisés à la lutte contre le brigandage.
Le 22 juin, le corps des volontaires italiens compte 38 041 hommes, 873 chevaux, 24 canons et deux canonnières à vapeur (Solferino et San Martino du nom des lieux de batailles).

## Armement de l'infanterie
Les volontaires portent une chemise rouge et des pantalons réglementaires de l'armée régulière.
La majeure partie de l'armement individuel de l'infanterie se compose de vieux fusils à canon à âme lisse français (Modèle 1822 transformé, modèle 1840 et 1842 de calibre 18 mm; piémontais modèle 1842 et modèle 1844 de calibre 17,5 mm). Ce sont des armes très longues et très lourdes, capables d'un tir utile jusqu'à 200 à 300 mètres, munies d'une longue baïonnette, déjà des antiquités pour l'époque.
Seulement à la fin de la campagne, l'arsenal de Naples livre des carabines anglaises Enfield à canon rayé Enfield.
En général, la situation des Garibaldiens est très mauvaise comme l'écrit de nouveau Virgilio Estival : « Le premier régiment était le seul à être habillé, grâce à l'intelligente initiative de son chef qui de son autorité personnelle avait passé des contrats avec les fournisseurs civils. Le second était mal habillé, et comme déjà dit, les deux derniers bataillons presque nus. Le troisième régiment avait seulement 1 000 chemises et le même nombre de fusils, le jour où Garibaldi en inspecta le dispositif. Le quatrième était habillé un peu mieux mais armé avec des fusils de la garde nationale ; en effet la garde nationale de Brescia donna 1 500 fusils aux volontaires, celle de Bergame, 1 700, et moi-même, je vis des habitants de Brescia armer des volontaires avec leurs propres fusils. Le cinquième se trouvait dans une situation encore plus difficile, et plus d'un tiers des hommes était à moitié nus et sans fusils, quand Garibaldi alla faire leur inspection. Quant aux régiments formés dans les provinces méridionales, on peut dire qu'ils étaient équipés de la même manière ; et comme nous disions à ce propos à un des membres de la commission : « seul en cette circonstance, le gouvernement n'a pas fait d'injustice pour aucun des régiments, tous ont été traités avec une rigoureuse impartialité » ».

## Le commandement supérieur

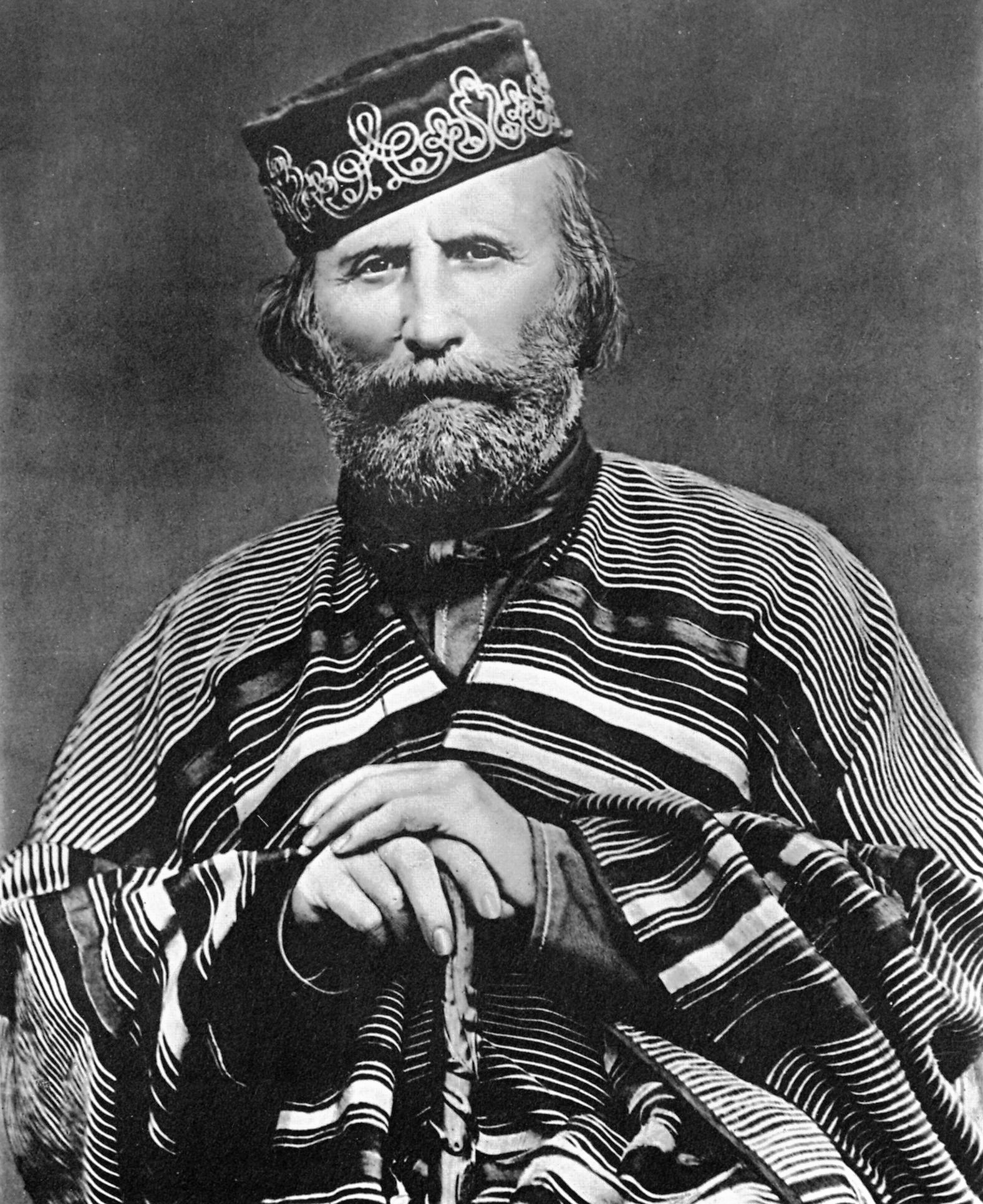
Le général Giuseppe Garibaldi en 1866

- le commandant en chef, le général Giuseppe Garibaldi;
- Le chef d'état-major, le général Nicola Fabrizi ; sous-chef, le lieutenant-colonel Enrico Guastalla ; le commandant du quartier général, le lieutenant-colonel Benedetto Cairoli et l'aide de camp de Garibaldi, le major Stefano Canzio;
- le commandant de la zone des garde, le général Giuseppe Avezzana;
- le commandant de la flottille du lac de Garde, le lieutenant-colonel Augusto Elia avec comme chef d'état-major, le capitaine Alberto Mario[3].

## L'organisation des effectifs
- 1er régiment commandé par la colonel puis général Clemente Corte, remplacé par la suite par le lieutenant-colonel Federico Salomone, à son tour remplacé le 8 août par le lieutenant-colonel Gioacchino Bonnet;
- 2e régiment commandé par le lieutenant-colonel Pietro Spinazzi, remplacé par la suite par le colonel Giovanni Acerbi;
- 3º e régiment commandé par le colonel Giacinto Bruzzesi;
- 4e régiment commandé par le lieutenant-colonel Giovanni Cadolini;
- 5e régiment commandé par le colonel Giovanni Chiassi, puis à sa mort survenue le 21 juillet par le lieutenant-colonel  Nepomuceno Bolognini;
- 6e régiment commandé par le colonel brigadier, puis général Giovanni Nicotera, remplacé plus tard par Francesco Sprovieri;
- 7e régiment commandé par le colonel Luigi Bossi, remplacé par la suite par le lieutenant Luigi La Porta;
- 8e régiment commandé par le colonel Eliodoro Specchi, qui s'est suicidé, remplacé par la suite par le colonel Vincenzo Carbonelli;
- 9e régiment commandé par le colonel Menotti Garibaldi;
- 10e régiment commandé par le lieutenant-colonel Francesco Corvi, remplacé par la suite après la sa démission par le lieutenant-colonel Marco Cossovich;
- 1er bataillon de bersagliers génois commandé par le major Antonio Mosto;
- 2e bataillon de bersagliers milanais commandé par le major Nicostrato Castellini, puis par le capitaine Antonio Oliva;
- deux escouades guide à cheval commandées par le colonel Giuseppe Missori;
- une brigade d'artillerie de l'armée régulière organisée en trois régiments, le 4e de campagne, le 5e de montagne et le 2e, commandés par le major Orazio Dogliotti;
- l’intendance commandé par le colonel Giovanni Acerbi;
- le service de santé du colonel Agostino Bertani;
- une compagnie de volontaires du génie commandée par le capitaine Spinola;
- la garnison de la Rocca d'Anfo initialement commandée par le major Abrile, remplacé par la suite par le colonel Vittorio Federici. Elle est formée de deux compagnies du  29e régiment d'infanterie de la brigade Pisa (160 hommes), une compagnie d'artillerie, une compagnie du génie et un peloton de pontiers;
- une escouade de carabiniers avec un rôle de police militaire composée de 51 officiers et de 940 sous-officiers et de militaires du rang;
- un bataillon de garde mobile pour la défense du Passo del Tonale et douaniers.

Chaque régiment est composé de seize compagnies d'à peu près 180 fusiliers ou « rouges » subdivisées en quatre bataillons de quatre compagnies chacune. Les dix régiments, sur proposition de Garibaldi, sont regroupés en cinq brigades :
- 1re brigade: Régiment 2 et 7, major général Ernesto Haug;
- 2e brigade: Régiment 4 et 10, major général Angelo Pichi;
- 3e brigade: Régiment 5 et 9, major général Vincenzo Giordano Orsini;
- 4e brigade: Régiment 1 et 3, colonel brigadier Clemente Corte;
- 5e brigade: Régiment 6 et 8, colonel brigadier Giovanni Nicotera[3].

## Les opérations militaires

Zone d'opérations de la troisième guerre d'indépendance

Victor-Emmanuel II et Garibaldi prévoient comme zone d'opérations pour le corps des volontaires italiens, plan abandonné par l'état-major de l'armée car jugé trop audacieux, la zone des Balkans qui auraient été rejointe par un débarquement en Dalmatie soutenu par la marine. Les Garibaldiens, soutenus par les patriotes locaux et profitant des rébellions qui auraient dû se déclencher au fur et à mesure de l'avancée, se seraient déplacés vers le nord par l'Istrie et la Slovénie, portant la guerre au cœur du territoire autrichien.
L'utilisation tactique du corps est définitivement établie le 9 juin, à la veille de la déclaration de guerre, depuis Crémone. Le quartier général de l'armée expédie la lettre suivante au général Garibaldi qui a pris ses quartiers la veille à Salò dans une auberge de l'actuelle piazza della Fossa : « L'intention de Sa Majesté est que soit confiée à votre personne dès à présent la défense du lac de Garde et des territoires qui, du Tyrol permettent l'accès aux vallées de la Lombardie ».
Sous ses ordres sont placés, comme il en a déjà pris connaissance, la flottille et l'artillerie récemment envoyée pour armer les batteries locales. Après le début des hostilités, et au fur et à mesure que les forces sous ses ordres augmentent, il mène des actions contre les Autrichiens. Son but est de pénétrer dans la vallée de l'Adige et de l'occuper afin d'empêcher toutes communications entre le Tyrol et l'armée autrichienne en Italie.
Le front confié à Garibaldi s'étend de la frontière avec la Suisse, en commençant au nord par le col du Stelvio et, en suivant la ligne de frontière avec le Haut-Adige et le Trentin, continuant jusqu'au col du Tonale, pour arriver sur les rives du lac de Garde et Limone sul Garda. De là, continuant le long de la rive ouest du lac, il arrive à Desenzano. Garibaldi a pour intention de pénétrer dans le Trentin à travers l'unique route existante au sud, à savoir la vallée du Chiese. Le système de défense des forts autrichiens de Lardaro démonté, le général envisage de descendre sur Tione, puis, en poursuivant par Stenico et Vezzano, occuper la ville de Trento.
Au début, il est aussi prévu un débarquement en force sur la rive véronaise pour prendre à revers le gros des troupes autrichiennes déployées à l'intérieur du quadrilatère, mais compte tenu des mauvaises conditions de la flottille du lac de Garde, ce plan est abandonné.

## Les adversaires autrichiens

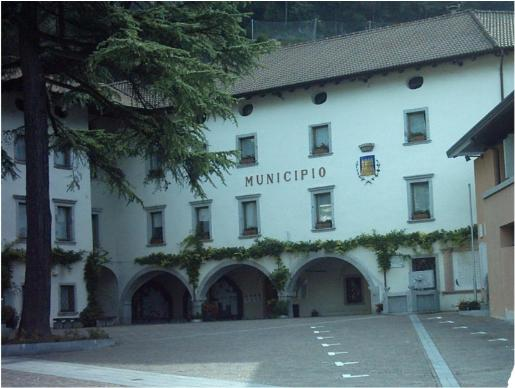
La mairie de Storo, ex-maison Cortella, qui fut le quartier général de Garibaldi pendant l'attaque du fort d'Ampola

Garibaldi doit combattre des unités commandées par le général baron Franz von Kuhn Kuhnenfeld, ayant son quartier général près de Trente. C'est un officier de 49 ans, considéré comme un véritable spécialiste de la guerre de montagne, si ce n'est le meilleur général autrichien en activité mais cependant critiqué dans la haute sphère du commandement militaire de Vienne. Le général Carl Möring, commissaire impérial, qui ne le porte pas en estime, écrit de lui : « Ici, on connait bien le général Kuhn: la renommée est bon marché ce qu'il a de plus cher ».
Kuhn peut compter sur la 8e division composée de 15 000–16 000 hommes ou baïonnettes comme on dit à l'époque, bien préparés et équipés, regroupés dans une brigade et six demi-brigades de 21 bataillons d'infanterie et 25 compagnies de tirailleurs avec 1 600 chevaux et mulets, 32 pièces d'artillerie de kigbe et 127 canons. Chaque compagnie autrichienne est formée de plus de 400 hommes. L'état-major est composé du lieutenant-colonel baron Dumoulin, chef de l'artillerie, le lieutenant-colonel Barth, directeur du génie le lieutenant-colonel von Wolter.
L'empire d'Autriche contrairement à l'Italie est préparé au conflit et a procédé, au cours des mois précédent, au renforcement des fortifications placées sur la frontière du Trentin et dans la région de Brescia. Les forts de Lardaro (20 canons), de l’Ampola à Storo (2 canons), de Ponale (23 canons), de Nago (15 canons), Malcesine (6 canons), Buco di Vela (7 canons), de Strino (près du col du Tonale), de la Rocchetta à Riva del Garda (8 canons), de Gomagoi (près du col du Stelvio), de Ponte di Mostizzolo (sur le Noce) et de Trente sont réaménagés.
De la même manière, les troupes stationnées en ces lieux sont renforcées par le déploiement des unités militaires suivantes :
- Une demi-brigade du lieutenant-colonel Hermann Thour von Fernburg, basée à Riva del Garda, comprenant un bataillon d'infanterie, «le prince héritier de Saxe» (4 compagnies à Riva, une à Tiarno et une à Pieve di Ledro), un peloton du 5e escadron uhlans de Trani (à Riva), deux compagnies du 6e bataillon de chasseurs tyroliens et une à Arco), une batterie de montagne (4 canons).
- Une demi-brigade du lieutenant-colonel Heribert Höffern von Saalfeld, basée à Tione, comprenant le 2e bataillon  «le prince héritier de Saxe» (déployé à Tione, Bolbeno, Condino et Storo), deux compagnies du 1er bataillon de chasseurs tyroliens (une compagnie à Campo et une à Cavrasto), un peloton du 5e escadron uhlans (à Tione) et une batterie de montagne (4 canons).
- Une demi-brigade du major Ulysses von Albertini, basé à Malé dans le Val di Non (4 canons).
- Une demi-brigade du major Alexander von Metz, dans le Val Venosta et le Stelvio (4 canons).
- Une brigade de réserve du général Carl Kaim von Kaimthal basée à Trente mais déployée à Comano.
- Une brigade de réserve du colonel Bruno von Montluisant, (4 canons) basée à Trente mais déployée entre Ponte Arche et Fiavè.
- Une réserve tactique pour défendre la Valsugana commandée par le major Franz Pichler Edler von Deeben dans le secteur de Primolano et Cismon, et une autre sur l'Adige à Rovereto.
- En outre pour les patrouilles du lac de Garde, l'armée autrichienne dispose d'une flotte efficace, sous le commandement du capitaine de corvette Moritz Manfroni von Manfort dont le quartier général est à Torri del Benaco sur la rive ouest véronaise et le soutien des bases fortifiées de Peschiera et Riva del Garda. Il peut compter sur près de 22 embarcations, y compris : 2 gros bateaux à vapeur (le général Hess et le Franz Joseph), 6 canonnières à hélice et une douzaine de bateaux avec un armement total de 62 canons et 10 mortiers[7].

## Armement de l'infanterie autrichienne
L'infanterie autrichienne est armé du fusil Lorenz, rayé, à percussion, modèle 1854 de type I et II, appelé le « Lorenz » du nom de l'inventeur du projectile ogival à compression. le Type I a une visée fixe de 300 pas, et le type II a une visée réglable jusqu'à 1 000 pas. Le corps des chasseurs, les Kaiserjäger, reçoivent en dotation le fusil Jaegerstutzen modèle 1854, une carabine rayée pour les tireurs d'élite et à hausse réglable, très précis pour des tirs à longue distance, avec une baïonnette presque aussi longue que le fusil. Cette arme devient tristement célèbre parmi les Garibaldiens lors des campagnes de 1859-1866 qui la citent souvent dans les récits de leurs affrontements avec les Kaiserjäger.
La cavalerie dispose de lances, d'épées et des pistolets à tube, modèle 1844, et à capsule, modèle 1859. L'artillerie de ligne est dotée de canons en bronze rayés, armés par la bouche et leur portée varie de 2 250 à 3 000 mètres.

## Les pertes
Au cours de ces opérations, les pertes du corps des volontaires italiens s'établissent à :
- 14 officiers morts, 35 blessés, 14 prisonniers pour un total de 63 unités,
- 210 sous-officiers et hommes du rang morts, 966 blessés, 837 prisonniers, 473 manquants pour un total de 2486 unités[10].

## Note
- (it) Cet article est partiellement ou en totalité issu de l’article de Wikipédia en italien intitulé « Corpo Volontari Italiani » (voir la liste des auteurs).

1. ↑  Giuseppe Garibaldi, Le memorie, Rédaction définitive de 1872, reale commissione, Bologne-Rocca S. Casciano, 1932.
2. 1 2  Virgilio Estival, Garibaldi e il governo italiano nel 1866, Milan 1866.
3. 1 2 3  Francesco Martini Crotti, La Campagna dei volontari nel 1866, Cremona, Tip. Fezzi, 1910.
4. ↑  « Le fusil d'infanterie de 18 mm modèle 1822T » (consulté le 23 avril 2011)
5. ↑  « Le fusil d'infanterie de 18 mm modèle 1842 » (consulté le 23 avril 2011)
6. 1 2 3  Ugo Zaniboni Ferino, Bezzecca 1866. La campagna garibaldina dall’Adda al Garda, Trento 1966.
7. ↑  Antonio Fappani, La Campagna garibaldina del 1866 in Valle Sabbia e nelle Giudicarie, Brescia 1970.
8. ↑  « Lorenz modèle 1854 » (consulté le 30 avril 2011)
9. ↑  « Jaegerstutzen modèle 1854 » (consulté le 30 avril 2011)
10. ↑  (it) Supplément au numéro 254 de la Gazzetta Ufficiale del Regno d'Italia (15 septembre 1866).